# Blackallia
Blackallia es un género de arbustos de la familia Rhamnaceae. Su única especie, Blackallia nudiflora (F.Muell.) Rye & Kellermann, es originaria de Australia Occidental.

## Descripción
Es un arbusto que alcanza un tamaño de 0,3-1 m de altura, a menudo con las ramillas espinescentes. Se encuentra en suelos de arcilla o arcilla arenosa con granito. En las colinas, o escapadas en las llanuras.

## Taxonomía
Blackallia nudiflora fue descrita por (F.Muell.) Rye & Kellermann y publicado en Nuytsia 16: 302, en el año 2007.
Sinonimia
- Blackallia biloba C.A.Gardner
- Cryptandra nudiflora F.Muell. basónimo[3]